# Max Weering
Max Weering (Hardenberg, 14 augustus 2000) is een Nederlands autocoureur.
In 2017 haalde Weering zijn racelicentie, In het seizoen '17-'18 werd hij kampioen in de klasse "Zilhouette" tijdens de ACNN (Auto Competitie Noord Nederland), na eerder dat seizoen nog twee podiumplaatsen te verliezen, doordat de wedstrijdleider Weering vanwege overtredingen strafte. In het seizoen '19-'20 maakte hij de overstap naar de Lamborghini Super Trofeo. Met de Lamborghini reed Weering in het kampioenschap van de Dutch Supercar Challenge; in deze klasse werd hij tweede.
Hiernaast neemt Weering ook deel aan de 24H Series in verschillende auto's.